# Ередеев, Александр Янганович
Александр Янганович Ередеев (12 марта 1937 — 9 октября 2008) — алтайский писатель, поэт, журналист. Заслуженный работник культуры Российской Федерации. Член Союза писателей СССР.

## Биография
Родился 12 марта 1937 года в селе Малая Иня Онгудайского района Ойротской автономной области (ныне Республика Алтай).
В 1957 году окончил Горно-Алтайский зооветеринарный техникум, работал зоотехником, библиотекарем, учителем.
С 1963 года жил в Горно-Алтайске, работал корректором Горно-Алтайского отделения Алтайского книжного издательства и корреспондентом областной газеты «Алтайдыҥ Чолмоны».
В 1967 году окончил заочное отделение литературного института имени А. М. Горького.
Более 30 лет работал радиокорреспондентом в ГТРК «Горный Алтай».
Умер 9 октября 2008 года в Горно-Алтайске.

## Творчество
Первая книга стихов «Эзлик» («Росток») вышла в свет в 1961 году. За годы творческой деятельности им было издано около 20 сборников стихов, поэм и рассказов.
Многие его произведения, такие как «Маленький парашютист» (1978) в переводе Н. Черкасова, «Зарница» (1979), «Любопытный ветерок» (1981) в переводе И. Фонякова были изданы на русском языке.
Александр Ередеев также известен как детский писатель. Многие его произведения вошли в школьные учебники, некоторые стихи положены на музыку, стали популярными песнями.

## Награды
- Заслуженный работник культуры Российской Федерации (1996)

### На алтайском языке
- Ады jок чечектер (Цветы без названия) — Горно-Алтайск: Алт. кн. изд-во, 1963. — 31 с.
- Быркырууш чечектин ак парашюту уулы (Маленький парашютист, сын одуванчика) — Горно-Алтайск: Алт. кн. изд-во, 1974. — 30 с.
- Jеримнин талазы (Просторы моей земли): стихи и поэма / А. Я. Ередеев. — Горно-Алтайск: Алт. кн. изд-во, 1987. — 224 с.
- НЛО ло Айлан: рассказы и стихи на алт. яз. — Горно-Алтайск: Уч Сумер, 1998. — 143 с.
- Быркырууш чечектин ак парашютту уулы. — Горно-Алтайск: Солоны, 2007. — 30 с. — ISBN 978-5-903447-03-9
- Сургулjын: [лирика, куучындар, чорчоктор] (Сияющая нить: стихи и рассказы на алт. яз.) — Горно-Алтайск: Алтын-Туу, 2009. — 459 с. — ISBN 978-5-903410-08-8

### На русском языке
- Звуки солнечной земли: Стихотворения и поэмы / Перевод с алт. И. Фонякова. — М.: Сов. Россия, 1988 — 79 с.